# دائرة عشعاشة
دائرة عشعاشة إحدى دوائر الجزائر التابعة لولاية مستغانم. عاصمتها هي عشعاشة و تضم بلديات عشعاشة و نقمارية · خضرة · أولاد بوغالم.

## قائمة الهياكل الشبانية في الدائرة
- دار الشباب سيدي علي  بلحميتي السنوسي
- مركب رياضي جواري سيدي علي الشهيد حمو خواصة
- دار الشباب تازقايت بلحاجي مصطفى
- قاعة متعددة النشاطات تازقايت ياخو احمد
- دار الشباب بأولاد بوغالم